# 大渭溪乡
大渭溪乡，是中华人民共和国湖南省怀化市溆浦县下辖的一个乡镇级行政单位。

## 行政区划
大渭溪乡下辖以下地区：
宋家村、杨家垴村、龙门溪村、张家坪村、夜珠溪村、罗山溪村、木松溪村、洞潭村和冰冷溪村。